# Joan Colomines i Puig
Joan Colomines i Puig (Barcelona, 2 de desembre de 1922 — 22 de febrer de 2011) fou un escriptor, metge i polític català. És el pare d'Agustí Colomines i Companys.

## Biografia
Joan Colomines estudià medicina i filosofia i lletres. Escriví poesia catalana de contingut patriòtic i reivindicatiu. Va fundar i dirigir la revista Poemes (1963-1964) fins que fou prohibida per la censura franquista. Com a militant del Front Nacional de Catalunya i, a partir de la creació el 1969, de la Comissió Coordinadora de Forces Polítiques de Catalunya i l'Assemblea de Catalunya (1971-1976) fou detingut vuit vegades, tres vegades empresonat preventivament i un cop jutjat pel Tribunal d'Ordre Públic. El 1973 va fundar, juntament amb Enric Moltó, Anton Sala Cornadó i Jordi Colomines Companys, el Partit Popular de Catalunya, partit sobiranista d'ideologia socialista que es va integrar el novembre de 1976 al Partit Socialista de Catalunya-Congrés (1976-1977).
Representant al PPC va ser membre del Consell de Forces Polítiques de Catalunya (1976). El 1977 va ingressar a Convergència Democràtica de Catalunya, amb la qual fou elegit diputat al Parlament de Catalunya (1980-1992), elegit a les eleccions de 1980, 1984 i 1988; també fou president de la Comissió de Cultura del Parlament de Catalunya (1984-1988) i secretari de la de Drets Humans. Més endavant fou ponent de la Llei de normalització lingüística (1980-1983), comissari de Promoció Exterior del Català (1992-1996) i President de la Comissió de Lectorats de Catalunya a les universitats espanyoles, organismes del govern de la Generalitat de Catalunya.
També va ser membre fundador de la Taula rodona de Barcelona (1966), de la Comissió Coordinadora de Forces Polítiques de Catalunya (1969), l'Assemblea de Catalunya (1971) i del Consell de Forces Polítiques de Catalunya (1975). Secretari de la Comissió Catalana d'Amnistia (1969). Coordinador de la Campanya de les instàncies a favor de la llengua catalana (1963). Membre de les Comissions Onze de setembre, des de 1964, la comissió organitzadora de l'Homenatge al Doctor Jordi Rubió (1967), de la comissió pro Premi Nobel a Josep Carner. Membre de la redacció de l'emissora clandestina La veu de l'Assemblea de Catalunya. Ha estat secretari de la comissió lexicogràfica de la Societat Catalana de Biologia societat filial de l'Institut d'Estudis Catalans i del PEN Club català (1964). Membre del consell de redacció de la revista Serra d'Or (1967-1972). Per encàrrec de la Comissió Coordinadora de Forces Polítiques de Catalunya va organitzar amb Josep Pedreira, Joaquim Horta i Francesc Vallverdú, el Primer Festival Popular de Poesia Catalana, celebrat el 25 d'abril de 1970 al Gran Price de Barcelona i del qual en va ser el presentador. Va ser membre de la comissió organitzadora de l'Any Fabra (1968). Entre el 16 de maig de 1959 i el 2 de juny de 1962 i una el 1964 va organitzar al seu domicili particular les vetllades literàries Barbolles Poètiques amb poetes com Salvador Espriu, Joan Oliver o Carles Riba, i altres de novells aleshores, que llegien la seva obra, amb un total de 34 sessions. Amb el nom d'Arxiu Sonor de Poesia 1961-1964 va reunir un conjunt d'enregistraments de poemes recitats pels mateixos autors. Juntament amb Mossèn Vidal Aunós i d'altres persones crea el Premi de poesia per a inèdits Mossèn Amadeu Oller a la parròquia de Sant Medir la Bordeta. Fou president de l'Associació Catalana de Ciènices de Laboratori Clínic 1995. Director del Programa Especial dels Laboratoris d'Anàlisis Clíniques (PELAC) del Departament de Sanitat i Seguretat Social de la Generalitat de Catalunya. Fou membre de la Societat Catalana d'Estudis Històrics, filial de l'Institut d'Estudis Catalans. També fou president de l'Associació Catalana d'Expresos polítics 1976 - 1989. Va formar part de l'equip de redacció del Vocabulari Mèdic de l'Acadèmia de Ciències Mèdiques de Barcelona. Responsable de la part mèdica de la Gran Enciclopèdia Catalana. Membre de l'equip de la col·lecció científica Monografies Mèdiques. President del I Congrés Català de Ciències de Laboratori Clínic (juny 1994). President del Club Nàutic d'Arenys de Mar (1995-1997). Col·laborador amb articles d'opinió a diaris com Avui, La Vanguardia, o revistes com Presència, Serra d'Or, entre d'altres. El 1998 va rebre la Creu de Sant Jordi. Premi a l'excel·lència professional 2004 del Consell de Col·legi de Metges de Catalunya.
Morí el 22 de febrer de 2011 a Barcelona, a l'edat de 88 anys. El seu arxiu està dipositat en l'Arxiu Nacional de Catalunya.

## Obres

### Poesia
- A tres veus (1962)
- Dos llibres (1964) [Suburbis - Cançons al meu país]
- Cançoner Català de la Resistència (Cançons satíriques - Himnes i homenatges) (1967)
- La vida a cada pas (1968)
- Poemes clam (1969)
- Entre la multitud (1971)
- Crònica (1975)
- Anna com Formentera (1979)
- El Jardí (1982)amb dibuixos de Jordi Trapero
- Un vol a Nova York (1984)
- Crònica Bis (1986)
- Autoretrat. Obra poètica (1962-1986) (1986)

### Teatre
- Perdona, Franz (1964) - Premi de teatre Joan Santamaria (1965)
- La sentència (1965) - Estrenada el 10 de desembre de 1967 a Manresa
- Paracels (1965 - 1970) - Estrenada l'1 d'abril de 1978 a Arenys de Munt
- Els postergats (1967)
- Julieta (1970)
- Teatre de taller (1975) conjunt d'esquetxos o peces curtes. Estrenada el 3 d'abril de 1979
- Cinc entremesos i una petita peça (1987) - Premi Ciutat de Granollers
- El gran poeta (de Roda d'entremesos)
- Teatre, 1964-74 (1974) - recull que aplega Perdona, Franz; La sentència; Paracels i Julieta.

### Literatura i llengua catalana
- Cap a un nou, real i necessari moviment poètic (1963) manifest poètic
- Poemes (1963-1964) * revista literària de la qual es van publicar 8 números fins a la seva prohició per la censura franquista
- Antologia del Premi de poesia per a inèdits Amadeu Oller - recopilador i prologista de les diverses antologies poètiques d'aquest premi
- Lectura i crítica de poesia en la clandestinitat 1959-1964 (Barbolles poètiques i poemes) - Ponència al Congrés AISC. Universitat de Càller (Sardenya - Itàlia) - Revista Afers, núm. 22
- La poesia, un combat per Catalunya (1979) - assaig sobre literatura i recull de crítiques publicades a la revista Serra d'Or
- Llengua, cultura, societat (1980) inèdit
- Homenatge a Lluís Companys. President de la Generalitat de Catalunya. Poemes dedicats al president màrtir 1940-1990 (1990) - recopilador de l'antologia poètica
- Sobre les perspectives del català a les universitats de fora de Catalunya - Publicat al volum 2 de les Actes del Desè Col·loqui Internacional de Llengua i Literatura Catalana
- La llengua nacional de Catalunya (1992)
- La lengua catalana, una deuda española - Diari ABC 27 octubre 1993
- Els escriptors catalans i la llengua pròpia - Revista Cultura

### Medicina
- L'Ensenyament de la Medicina interna a la Facultat de Medicina de Barcelona (1843-1906)
- Estudis per a determinar la compatibilitat transfusional i els problemes de la seva utilització pràctica (1963) - Treballs de la Societat Catalana de Biologia XIX. Arxius de la Secció de Ciències, XXIX.
- Els grups sanguinis (1972)
- El diagnòstic biològic (1972)
- El laboratori clínic d'assistència primària. Programa Especial dels laboratoris d'anàlisis clíniques (PELAC) (1991) coautor amb Josep Ramon Bardina Boixadera i Jordi Hierro Riu

### Assaig polític i memòries
- Àlbum-diari (1969-1972) publicats a la revista Xaloc de Mèxic
- Des de Catalunya, un Socialisme per a tothom (1975)
- Informe del Secretari General Polític del Partit Popular de Catalunya (1976) recollit a les actes del Primer Congrés del Partit Popular de Catalunya. Des de Catalunya: Un socialisme per tothom.
- L'Alternativa Democràtica (1977) - treball inclòs al llibre Per una resposta socialista
- Aportacions a la lluita nacionalista catalana (1978)
- Notes per a la Declaració programàtica del V Congrés (1978) - Ponència conjunta amb Miquel Roca i Junyent al Congrés de Convergència Democràtica de Catalunya
- El catalanisme polític (1980) inèdit
- La projecció política de Josep Maria Batista i Roca - Revista El contemporani núm. 6-7
- El compromís de viure. Apunts de memòria (1999) - III Premi Fundació Ramon Trias Fargas 1999
- L'altra cara de Barcelona (1999)
- El rostre humà del Parlament. Apunts de memòria (2002)
- Crònica de l'antifranquisme a Catalunya. Apunts de memòria (2003)
- L'autodeterminació i Valentí Almirall, baró del Papiol (1990)
- La utopia, vigent, del catalanisme de J.V. Foix - Revista Afers núm. 10
- Reflexions sobre la nostra identitat nacional, avui - Revista Afers núm. 8

### Altres
- Formentera (1992)
- 50 anys. Club Nàutic d'Arenys de Mar (2002) coautor amb Àngel Joaniquet Ortega

### Mencions i crítica de la seva obra
- Miscel·lània a Joan Colomines. Publicació commemorativa del seu vuitantè aniversari (2002) a cura de Xavier Fuentes i Teresa Clota
- Poesia i combat (1998) a cura de Teresa Clota
- La necessitat de recuperar el passat - per Antoni Segura, Diari Avui 2 març 2000
- Colomines, Joan - per Agustí Pons, Diari Avui 2 desembre 1992
- Joan Colomines, premi Trias Fargas per les seves memòries políques - per Ignasi Aragay, Diari Avui 7 setembre 1999
- El difícil teatre de Joan Colomines - per Joaquim Vilà Folch, Diari Avui 18 abril 1978
- Homer casat amb Penèlope - per Jaume Melendres, Tele/eXpres 4 febrer 1976
- El poeta entre la multitud - per Josep Faulí, Diario de Barcelona 18 març 1972
- Joan Colomines, director y creador de poesia - La Vanguardia Española 3 desembre 1970
- "A tres veus" - per Josep Faulí, Diario de Barcelona 11 maig 1962
- L'esplendor de 'Poemes' - per Joan Triadú, Avui 5 octubre 2005
- 1963:'Poemes' de Joan Colomines - per Josep Faulí, Tele/eXpres 20 setembre 1978
- La revista "Poemes" - per Joan Triadú, Avui 18 maig 1984
- Joan Colomines i la llengua - per Isidor Cònsul, Avui 4 octubre 1992

### Entrevistes
- Joan Colomines entre l'activisme i l'arxivística - per Zeneida Sardà octubre 2004
- Joan Colomines i Puig. Científic, agitador, poeta - per Miquel-Lluís Muntané, Serra d'Or núm. 435 març 1996
- Avui: 27 novembre 1977 - 14 gener 1987 - 11 gener 2000 - 2 març 2000
- La Vanguardia: 2 febrer 2000
- El Correo Catalan: 31 juliol 1976

## Fons personal
El seu fons personal es conserva a l'Arxiu Nacional de Catalunya. El fons conté la documentació generada i aplegada per Joan Colomines i Puig, fruit principalment de la seva activitat de creació literària, d'investigació mèdica i d'actuació política. Entre la documentació personal, destaca la relativa a la seva formació acadèmica, continuada amb els primers anys exercici mèdic. De l'obra creativa, a més d'originals de llibres i articles inèdits diversos, cal destacar el dietari personal redactat d'ençà del 1959, així com els materials utilitzats en les lectures poètiques organitzades a la clandestinitat i els diàlegs amb Salvador Espriu. De la seva activitat cultural destaquen, a més de la documentació sobre el seu foment arreu dels Països Catalans, la que reflecteix la seva actuació al PEN Club Català i l'Associació d'Escriptors en Llengua Catalana. De l'activitat professional, la derivada de la seva participació en els principals projectes i entitats dedicats a Catalunya a les anàlisis clíniques, així com els originals de tota la seva obra mèdica. Pel que fa a la documentació fruit de la seva activitat política destaca la correspondència emesa i rebuda i la relativa a la clandestinitat (partits i plataformes unitàries), així com la que reflecteix la seva tasca parlamentària a la cambra catalana (com a diputat, com a president de la Comissió de Política Cultural i com a interlocutor amb diverses persones i entitats culturals.